# Булевар војводе Мишића (Београд)
Булевар војводе Мишића налази се у општини Савски венац у Београду. Ова улица се простире од Мостарске петље, поред Београдског сајма, преко Топчидера до Милошевог конака.

## Опште информације
Улица је добила назив у част Живојина Мишића, војводе и начелника Генералштаба српске војске. Улица име Булевар војводе Мишића носи од 1930. Званични назив је Војводе Мишића; 1931-1940, упоредо се наводи као Улица војводе Мишића и Булевар војводе Мишића.
У периоду пре 1930. године улица је носила назив Топчидерски друм (Шабачки друм).

## Значајни објекти
- БИГЗ, Булевар војводе Мишића 17
- Београдски сајам, Булевар војводе Мишића 14
- Институт ИМС, Булевар војводе Мишића 43
- Сава осигурање, Булевар војводе Мишића 51